# Mamestra laeta
Mamestra laeta là một loài bướm đêm trong họ Noctuidae.